# Grand Hotel Continental

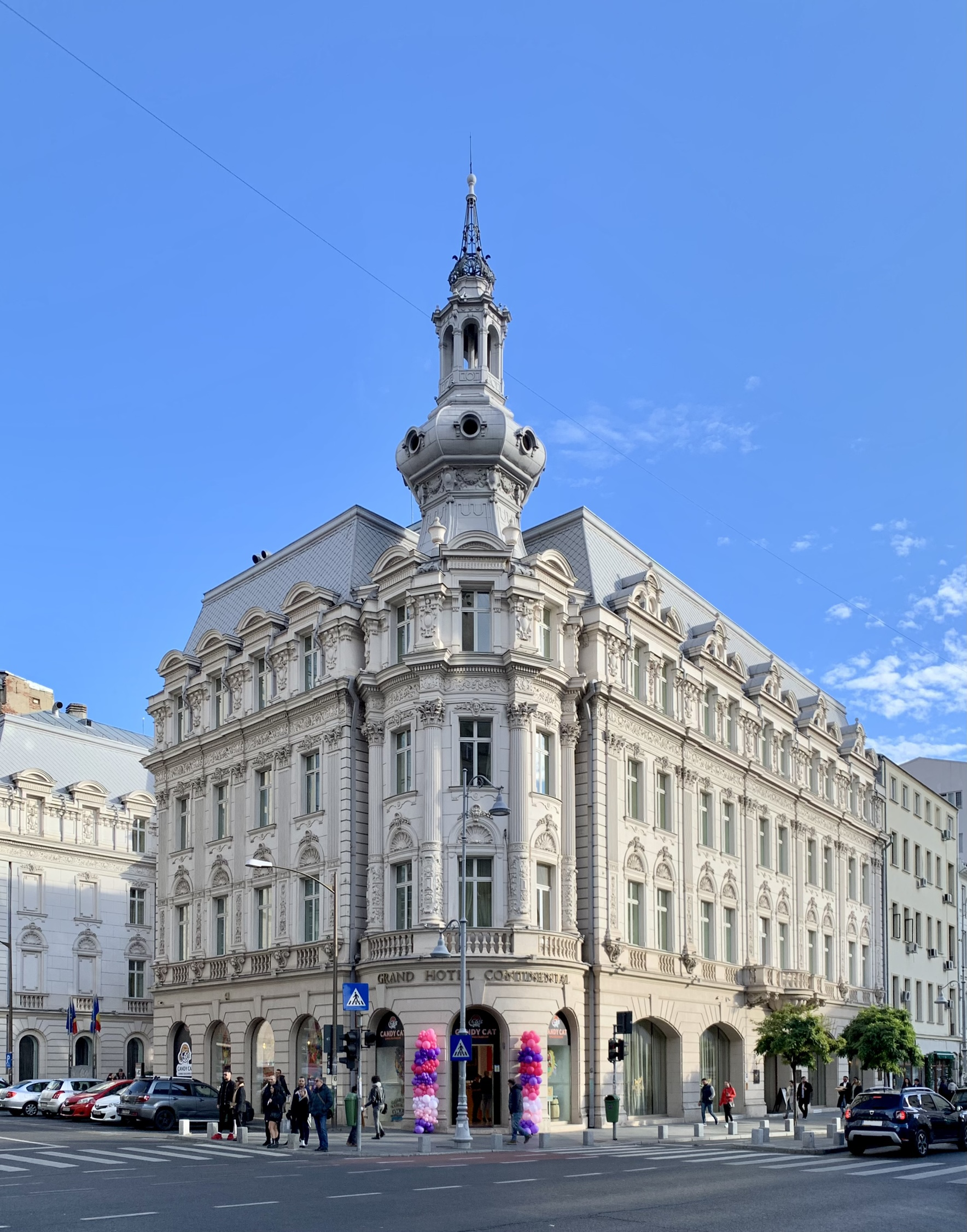
Hotelul în noiembrie 2022

Grand Hotel Continental este un hotel de 5 stele din București, ridicat pe temelia fostului Grand Hotel Broft.
Hotelul are 53 de camere ce au vedere către Calea Victoriei, 6 apartamente (mobilate și decorate în diferite stiluri - renascentist, baroque, impero, Ludovic XV), un centru spa cu jacuzzi, saloane de masaj și saună, tratamente de înfrumusețare și îngrijire, fitness și aerobic, precum și șase săli de evenimente.
A fost re-deschis oficial la data de 27 ianuarie 2010, după doi ani de modernizare, în urma unei investiții de circa 8,5 milioane euro.
Grand Hotel Continental face parte din lanțul hotelier Continental Hotels, deținut de omul de afaceri Radu Enache.
Clădirea în care se află hotelul este declarată monument istoric, având codul  B-II-m-B-19858.